# Strongylodon
Strongylodon é um género botânico pertencente à família Fabaceae.